# بیلی برادشاو
بیلی برادشاو (به انگلیسی: Billy Bradshaw) بازیکن فوتبال زادهٔ ۱۸۸۴ اهل کشور انگلستان که سابقهٔ بازی در تیم ملی فوتبال انگلستان را در کارنامهٔ خود دارد. وی در تاریخ ۱۲ مارس ۱۹۱۰ نخستین بازی ملی خود را در مقابل تیم ملی فوتبال ایرلند انجام داد و با حضور در ۴ بازی ملی، در تاریخ ۱۷ مارس ۱۹۱۳ واپسین بازی ملی‌اش را در برابر تیم ملی فوتبال ولز برگزار کرد.